# Autostrada Peja–Prizren
Die Autostrada Peja–Prizren (albanisch für Autobahn Peja–Prizren) ist eine 65 Kilometer lange Autobahn im Kosovo, die in Planung ist. Sie soll den Čakorpass an der Grenze zu Montenegro über die Städte Peja und Gjakova mit Prizren verbinden. Sie soll den Nord-Süd-Verkehr im Westen Kosovos deutlich verkürzen. Die geplante Autobahn hat noch keine offizielle Beschilderung. Die Bauarbeiten sollen 2019 beginnen.

## Streckenführung
Die Autobahn soll von der Grenze zu Montenegro aus nach Prizren verlaufen. Sie führt vom Čakorpass  im Prokletije durch die Rugova-Schlucht, zunächst nach Osten. Im Gebirge ist der Dukagjin-Tunnel geplant.
Ab Peja verläuft die Straße nach Südosten in Richtung Prizren und passiert die Stadt Gjakova.